# Leopold Stephan

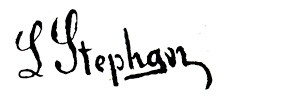
Signatur

Leopold Stephan (* 1826 in Prag, Königreich Böhmen, Kaisertum Österreich; † 26. März 1890 ebenda) war ein böhmischer Landschaftsmaler.

## Leben

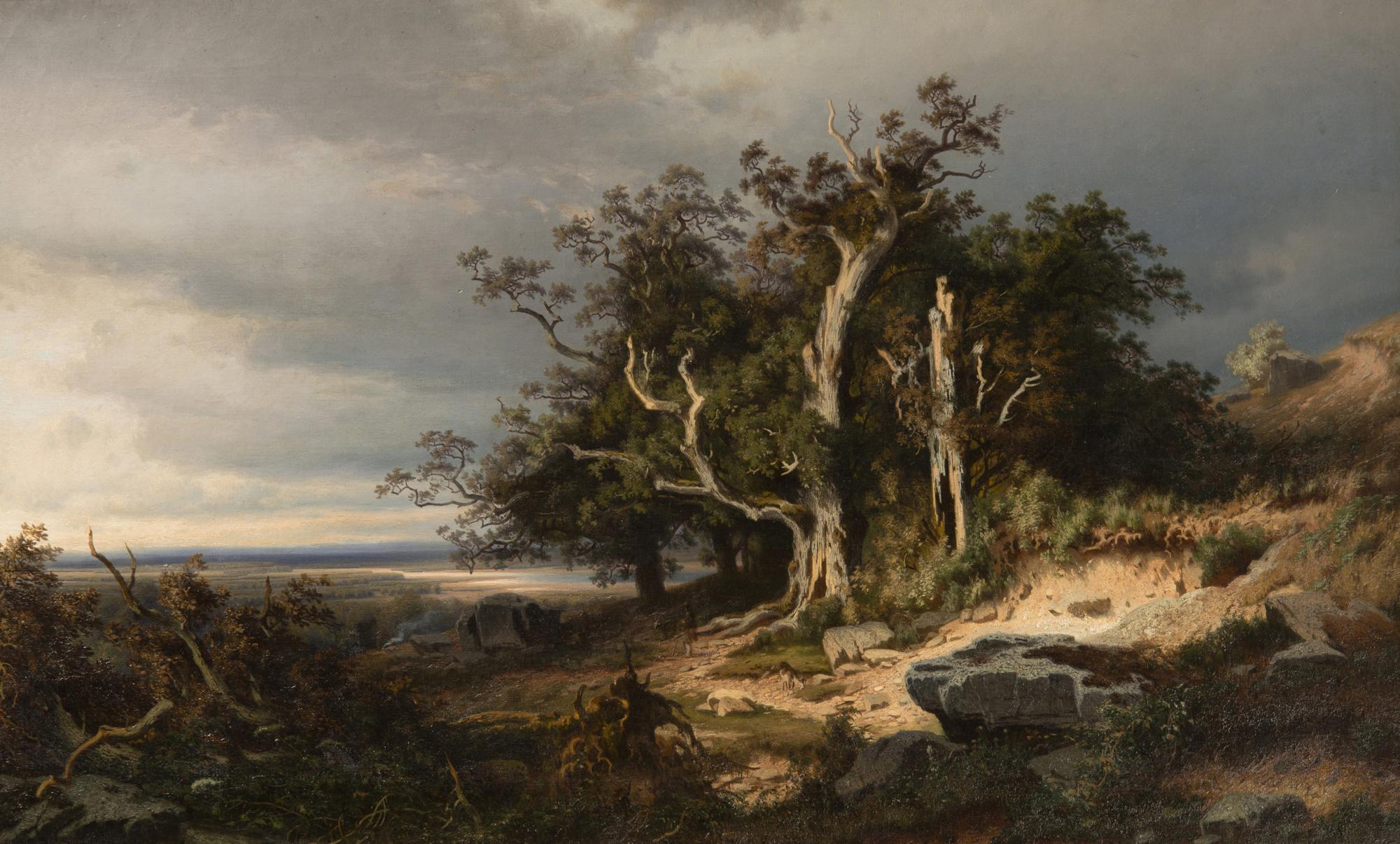
Landschaft vor dem Sturm (1875)

Stephan studierte von 1843 bis 1850 Malerei an der Akademie der Bildenden Künste Prag. Dort war er Schüler von Christian Ruben und Max Haushofer. Seine Landschaftsmalerei vervollkommnete er in den Jahren 1850/1851 in Düsseldorf, wohl bei oder im Umfeld von Andreas Achenbach bzw. Johann Wilhelm Schirmer. 1864 lebte er in München, 1889 in Tirol, zumeist jedoch in Prag, wo er privat Landschaftsmalerei unterrichtete und dem 1862 gegründeten Künstlerverein angehörte.
Auf der Prager Kunstausstellung 1853 präsentierte er sein Gemälde Gegend bei Aussig, das vom Prager Kunstverein erworben wurde. In der Folgezeit beschickte er regelmäßig die Galerie der Gesellschaft patriotischer Kunstfreunde in Prag mit stimmungsvoll konzipierten Gemälden, deren Titel von Reisen und Aufenthalten in Südtirol, Norditalien und im Schwarzwald künden. Ferner malte er Motive aus dem Böhmerwald und in Mähren. Außer in Prag stellte er oft in Wien aus. 1873 war er auf der Wiener Weltausstellung vertreten.